# Drygalski-Becken
Koordinaten: 74° 50′ S, 166° 30′ O
Das Drygalski-Becken ist ein Seebecken im Rossmeer vor der Scott-Küste des ostantarktischen Viktorialands.
Seine Benennung in Anlehnung an die Benennung der nahegelegenen Drygalski-Eiszunge, deren Namensgeber der deutsche Polarforscher Erich von Drygalski (1865–1949) ist, erfolgte im April 1980 durch das Advisory Committee on Undersea Features (ACUF). Nachdem der Name 1995 in Von-Drygalski-Becken abgeändert worden war, trägt das Objekt seit Juni 2003 wieder seinen ursprünglichen Namen.